# Арапло
Арапло (груз. არაფლო, азерб. Araplı) — село Марнеульского муниципалитета, края Квемо-Картли республики Грузия со 100%-ным азербайджанским населением. Находится на юге Грузии, на территории исторической области Борчалы.

## География
Граничит с такими сёлами как Кушчи, Улашлы — через реку Дебеда, Байталлы — через реку Дебеда, Сеидходжалы, Шулавери и Церетели.

## История
Всемирно известный турецкий ученый Фарук Сумер отмечает, что Араблу — это одно из подразделений (оба/оймак) огузско-туркменского племени Бейдили, проживавшего в Средней Азии, но во время нашествия Чингиз-хана, отступившее на Ближний Восток — в Сирию. Позже туркмены Сирии, объединившиеся в племенной союз Шамлу, послужили основной опорой для становления династии Сефевидов. Примерно 10 селений вокруг села Арапло — родственного происхождения. Однако до расселения данного племени на данной территории здесь существовал населенный пункт. Но и после размещения оного племени, в различные времена к осевшему здесь населению присоединялись новые группы поселенцев из регионов Акбаба, Деречичек, Хой, Илхычи, Казах, …

## Население
По данным Государственного статистического комитета Грузии, согласно официальной переписи 2002 года, численность населения села Арапло составляет 1118 человек и на 100 % состоит из азербайджанцев.

## Экономика
В селе Арапло расположена крупнейшая автозаправочная станция, которая во времена СССР пользовалась огромной популярностью, но в последнее время из-за поломки автозаправочного аппарата со стрелкой, автомобили стали заправлять вручную, однако мировой финансовый кризис 2008 года докатился и до Грузии. В Грузии катастрофически не хватало бензина. В Тбилиси автомобили заправлялись без проблем, а вот на сельских заправках бензин выдавался по карточным ваучерам. Многие из-за нехватки бензина отказывались ехать на Марнеульский базар вследствие резкого подорожания и нехватки бензина, а свою деревенскую продукцию жители сел и деревень продавали покупателям из различных регионов Грузии прямо с ворот домов. В последнее время в селе Арапло был закуплен новый автозаправочный аппарат и теперь машины вновь заправляются в селе. Немалой популярностью жителей села Арапло пользуется родниковый колодец с ручкой для качки. Вода в данном роднике не такая холодная, чем в селе Байтало, так как Арапло расположено дальше Лялвярского хребта (Lalvar).
В селе расположен крупнейший продуктовый магазин, который во времена СССР пользовался большим спросом. По состоянию на 2011 год, магазин продолжает работать и развиваться, т.к пожилой директор магазина, работавший во времена СССР, когда Союза не стало вместо того, чтобы развалить магазин, оформил его на своего сына и внука. Сейчас директором магазина является внук первого пожилого директора магазина и он собирается скоро передать магазин своим детям и внукам. Заканчивается село Арапло у железнодорожной линии Марнеули — Садахло.

## Достопримечательности
- Мечеть[3]
- Средняя школа.[4] В августе 2010 года по решению Министерства Образования Республики Грузия, в результате реорганизации школ, школа села Арапло была объединена со школой села Ахло-Мамудло[5].

## Известные уроженцы
- Ашуг Амрах